# 克里斯·麦坎
基斯杜化·約翰·"基斯"·麥肯（英語：Christopher John "Chris" McCann，1987年7月21日—）在都柏林出生，是一名愛爾蘭職業足球員，司職中場，曾效力英冠球會般尼，現效力英乙球會奥尔德姆

## 生平

### 球會
般尼
麥肯於16歲之齡由愛爾蘭家鄉遠赴英格蘭兰开夏郡加盟般尼，由青年軍逐步晉升，於2005年8月13日主場4-0大勝高雲地利為一隊處子登場，於開賽後不久獲得替補機會上陣；1個月後在主場對葉士域治頂入為球隊鎖定3-0勝局，兼取得首個入球。2006年1月1日麥肯簽署首份職業合約，為期三年半。出道首個球季上陣27場及射入兩球。
翌季麥肯初時擔任正選，但數場後未能展示具有參賽英冠的實力而被貶為板凳球員。幸好由於隊內傷兵問題嚴重，麥肯臨時獲派出任左閘，他隨即抓緊機會重新佔據一隊正選席位。2007年3月12日麥肯加簽一年新約留隊至2010年，季內上陣40場及射入5球。
2007年12月15日麥肯於主場對普雷斯頓，下半場射入一度為球隊扳平2-2，但兩分鐘後卻因雙腳飛踢而遭紅牌驅逐離場，最終只餘9人應戰的般尼以2-3落敗。2008年8月30日麥肯蹈入事業新里程碑，第100次代表般尼上陣，於主場0-0賽和普利茅夫。而麥肯亦正式奠定正選席位，整季在各項賽事合共上陣37場，其中36場正選登場，與上季一樣射入5球。
2008/09年球季麥肯與般尼同樣表現出色，在英格蘭聯賽盃躋身四強，晉級過程先後淘汰富咸、車路士及阿仙奴等三支倫敦英超球隊，準決賽面對第四支倫敦球隊兼衛冕冠軍熱刺，首回合作客1-4敗北而回，次回合返回主場，麥肯射入1球協助球隊淨勝3-0，累計4-4平手，只要加時賽維持賽果便可憑作客入球優惠晉身決賽，但戰至完場前分別被和攻破大門，僅差兩分鐘便錯失決賽的入場劵。但般尼在聯賽取得第5位，可以參加升班附加賽，準決賽兩回合累計3-0淘汰雷丁，而於決賽1-0僅勝錫菲聯，取得升班英超最後一個席位。麥肯整季在各項賽事合共上陣多達58場及射入8球，全部正選登場，更連續三年獲選球會「年度最佳青年球員」。2009年8月13日麥肯與般尼簽署兩年新約。
般尼升上英超首個球季，麥肯於開季首6場賽事全數擔任正選，2009年9月19日主場3-1擊敗新特蘭，開賽後僅20多分鐘他與敵衛米高·端納相撞後便傷出，賽後證實嚴重膝傷需要缺陣兩三個月。他於2010年1月傷癒復出，但於1月26日第二場上陣作客對由前領隊欧文·科尔帶領的保頓，開賽後僅12分鐘便因觸傷舊患提早離場，正式結束他的首個英超球季，整季僅上陣8場，需要先後兩次動手術治理膝蓋傷患。而般尼在缺少這名中場大腦支援下，於球季結束後降班返回英冠。
麥肯於康復後參與般尼的季前熱身賽，上陣出戰貝利及奧咸，其後隨隊前赴新加坡，但於首仗又再觸傷膝蓋。他沒有再參加其後的季前賽事，而他一直感到膝蓋輕微疼痛，直到新球季展開前，時任領隊布萊恩·劳斯（Brian Laws）透露需要接受專家的指引才可決定麥肯何時可以復操，結果他需要再上手術床修補破損的前十字韌帶，又再缺陣6個月。2011年3月7日養傷長達14個月的麥肯恢復正常操練，3月30日他在2-3負於奧咸的預備隊賽事後補上陣37分鐘，4月23日復出為一隊上陣作客對打比郡，於完場前16分鐘在離門25碼施射，皮球從柱邊溜入網窩，為球隊鎖定4-2勝局，兼保留一絲參加附加賽的機會。麥肯於季末4仗悉數上陣，但球隊僅以第8位結束球季，無緣參加附加賽。6月30日他同意與般尼簽署兩年新約，留隊直至2013年。
2011年夏季老將解約離隊，雖然近兩季僅上陣12場，麥肯仍然獲得時任領隊埃迪·霍維的信任，給予隊長的臂章。
2013年5月21日，般尼宣佈不會與麥肯續簽合約，其可自由轉會。
韋根
2013年6月26日，英冠球隊威根竞技簽入自由身的麥肯，合約為期三年。

### 國家隊
麥肯曾代表愛爾蘭在U17、U18及U19的年齡級別參加青少年國際賽。2007年獲愛爾蘭U21首次徵召，備戰11月16日及20日對黑山及保加利亞兩場2009年歐洲U-21足球錦標賽外圍賽，他原本入選作客對黑山的賽事，但稱傷沒有上陣，雖然他曾因腹股溝受傷而缺席3場般尼的賽事，卻於對黑山賽前兩天在與普雷斯頓的打吡大戰上陣；返回主場對保加利亞，麥肯於開賽前兩小時向時任領隊唐·基雲斯（Don Givens）表示不想擔任板凳球員，因而被勒令即時離隊。

## 榮譽
般尼
- 英格蘭足球冠軍聯賽附加賽冠軍：2009年；

韋根
- 英格蘭足球甲級聯賽冠軍：2015/16年；

## 外部連結
- 韋根官網簡歷
- 般尼官網簡歷
- 足球数据库：基斯·麥肯的球员统计数据